# Maipú (partido)
Maipú (Partido de Maipú) is een partido in de Argentijnse provincie Buenos Aires. Het bestuurlijke gebied telt 10.193 inwoners. Tussen 1991 en 2001 steeg het inwoneraantal met 1,5 %.

## Plaatsen in partido Maipú
- Las Armas
- Maipú
- Monsalvo
- Santo Domingo
- Segurola